# Aivalykus eclectes
Aivalykus eclectes är en stekelart som beskrevs av Nixon 1938. Aivalykus eclectes ingår i släktet Aivalykus och familjen bracksteklar. Inga underarter finns listade i Catalogue of Life.